# Tramagal
El Tramagal es una villa portuguesa del municipio de Abrantes.

## Contexto
En 1986 fue elevada a villa por la ley n.º 28/86 de 23 de agosto. Es también conocida como villa Convivio. Es sede de una freguesia con 24,06 km² de área y 4043 habitantes (2001). Densidad: 168,0 h/km².

## Localización
La freguesia do Tramagal se localiza en la parte occidental del municipio, al sur del Tejo. Tiene como vecinos los concejos de Constância al oeste y noroeste, y las freguesias de Rio de Moinhos al norte, São Vicente al nordeste y São Miguel do Rio Torto al sueste. Es una ribera del margen izquierdo del río Tejo a lo largo de los límites con el Río de Moinhos y São Vicente.
- Datos: Q1850950
- Multimedia: Tramagal (Abrantes) / Q1850950